# San Jerónimo Caleras
San Jerónimo Caleras es una junta Auxiliar del Municipio de Puebla. Se ubica en la parte norte de la ciudad, y esta es importante por sus parques industriales y su agricultura.

## Toponimia
Se le llamó "San Jerónimo" en honor al santo del mismo nombre, durante su fundación se llamó "San Jerónimo Doctor". Posteriormente se le agregó el apellido "Caleras" por la fabricación de ese material de construcción.

## Historia
Fue fundado en algún momento del siglo XV, estaba bajo el control de Cholula junto a Xochimehuacán.
En 1520 y 1540, se crearía el poblado de "San Jerónimo Doctor", fundado por 10 familias que huían de enfermedades, el nombre fue dado por párroco del templo de San José de la Puebla de los Ángeles y quedó bajo la administración de Cholula.

## Geografía
Este limita al norte con Tlaxcala, al poniente con Cuautlancingo y Ignacio Romero Vargas, al oriente con San Pablo Xochimehuacan, al suroriente con San Felipe Hueyotlipan, y al sur con La libertad y Puebla Centro.
En cuanto a hidrografía, este al Poniente limita con el Río Atoyac.
En cuanto a Orografía la junta tiene una altura máxima de 2239m y la mínima es de 2120m.  

## Economía
La junta cuenta con parques industriales al Norte y Oriente, principalmente se dedica a la  Industria automotriz, cuenta con empresas como Volkswagen Nicro Bolta, Rein Automotive o AMSA.
En el Nororiente de la junta se práctica la agricultura al ser la geografía estable.
También cuenta con una industria textil y de algodón en la colonia Guadalupe Caleras.
Cuenta con un Estafeta y los almacenes Villareal.

## Colonias
- Agricola Ignacio Zaragoza.
- Guadalupe del Oro.
- Angeles Barranca Honda, Los.
- San Cristobal Tulcingo
- Guadalupe Caleras.
- San Jeronimo Caleras.
- Lomas Coyopotrero.
- Loma Bonita.
- Conj. Hab. Vista del Valle.
- Vista del Valle.
- Lomas Tzilotzoni.
- Conj. Hab. Loma Real.
- Fresno, El.
- Lomas de San Jerónimo.
- Conjunto Habitacional el Jazmín.
- Del Valle (San Jerónimo Caleras).
- Independencia Caleras.
- Pedregal de Santo Domingo.
- Fuentes de Moratilla.
- Moratilla (Fracto.).
- Guadalupana, La.
- San José Cuatro Caminos.
- Paraíso del Ángel.
- San José las flores.
- Riego Sur, El.
- Conj. Hab. El Jaguey.
- Tepetzintla.
- Constancia, La.
- Campestre del Bosque (Fracto).
- Fuentes de Puebla, Las.
- Luz Obrera.
- Club de Golf Las Fuentes.
- Francisco Villa.
- San Jerónimo (Fracto.).
- San Rafael Ote.
- San Rafael Pte.
- Ahogada, La.
- Pino Suarez.
- Cipreses, Los (Fracto.).
- Zona Cementos Atoyac.
- Patriotismo.
- Puerta de Hierro.
- Obrera Textil José Abascal.
- Vergeles, Los.
- Residencial Las Alamedas.
- Francisco I. Madero.
- Aquiles Serdán.
- Villa Madero.
- Rancho Posadas.
- Villa Posadas.
- Pozas, Las.
- Real del Monte.
- Valle del Rey. [2]

## Demografía
En el año 2010, San Jerónimo Caleras tenía una población de 73 771. Actualmente tiene una población aproximada de 70 000-100 000.